# Просвета (издавачко предузеће)
Просвета је српско издавачко предузеће у Београду, формирано одмах након Другог светског рата, 1945. године, oслањајући се на традицију предратног издавача Геце Кона. У другој половини 20. века је једна од највећих издавачких кућа у СФР Југославији и на Балкану. Нема иоле значајнијег српског писца кога Просвета није објавила. 
Прва књига коју је Просвета објавила је роман Иве Андрића На Дрини ћуприја, 10. марта 1945. године. Неколико месеци после ослобођења објавиће у Просвети и Травничку хронику.
Просвета је имала изузетно развијену књижарску мрежу у градовима Србије и десетак у Београду.
Крајем прве деценије 21. века Просвета је приватизована.
Директор Просвете у периоду 1994 - 2000. био је Чедомир Мирковић, а од 2011. до 2013. био је директор Јован Јањић.